# Fissidens fluitans
Fissidens fluitans är en bladmossart som beskrevs av Dixon in Christophersen 1960. Fissidens fluitans ingår i släktet fickmossor, och familjen Fissidentaceae. Inga underarter finns listade i Catalogue of Life.